# Танзанийские узкороты
Танзанийские узкороты (лат. Callulina) — род бесхвостых земноводных из семейства Brevicipitidae, обитающих в Африке.

## Описание
Зрачки горизонтальные. Язык широкий эллиптический, цельнокруглый и не закреплён сзади. В отличие от других родов семейства, танзанийские узкороты обладают лишь одним рядом нёбных зубов. Барабанную перепонку трудно обнаружить у некоторых видов, так как она покрыта зернистой кожей, у Callulina shengena и Callulina laphami она совсем отсутствует. Пальцы короткие и обладают несколько расширенными костными концевыми фалангами. На пальцах задних лап отсутствует перепонка. Эпистернум очень маленький и хрящевой. Грудина представляет собой хрящевую пластину. Поперечные отростки сакрального позвонка значительно расширены. Виды Callulina shengena, Callulina meteora и Callulina hanseni имеют большие железы на конечностях, которые придают им неуклюжий вид и выделяют слизистое вещество, которое, по всей видимости, токсично.

## Образ жизни
Образ жизни представителей рода изучен плохо. Некоторые экземпляры наблюдались в течение дня при рытье в мягкой почве и лесной подстилке под большими деревьями. Сильно кератизированные бугорки плюсневых костей также указывают на роющий образ жизни. Обитают от холмистой местности до высоты более чем 2200 м над уровнем моря.

## Размножение
Размножение также плохо изучено. Это яйцекладущие земноводные. Считается, что у них прямое развитие (стадия головастика отсутствует, из яиц вылупляются маленькие лягушата). Несколько крупных яиц, найденных в секции маточной трубы одной самки, указывают на это.

## Распространение
Виды эндемичны на относительно небольших горных массивах восточной Африки. Встречаются на горных хребтах восточного рифта, горах Паре, Усамбара и Улугуру, а также горах Нгуру и Удзунгва, расположенных вдоль Восточно-Африканской рифтовой долины.

## Классификация
На февраль 2023 года в род включают 9 видов:
- Callulina dawida Loader, Measey, de Sá & Malonza, 2009
- Callulina hanseni Loader, Gower, Müller & Menegon, 2010
- Callulina kanga Loader, Gower, Müller & Menegon, 2010
- Callulina kisiwamsitu de Sá, Loader & Channing, 2004
- Callulina kreffti Nieden, 1911 — Танзанийский узкорот
- Callulina laphami Loader, Gower, Ngalason & Menegon, 2010
- Callulina meteora Menegon, Gower & Loader, 2011
- Callulina shengena Loader, Gower, Ngalason & Menegon, 2010
- Callulina stanleyi Loader, Gower, Ngalason & Menegon, 2010